# Plac Na Rozdrożu (Varsovie)
 (juillet 2018).
Plac Na Rozdrożu (littéralement : place du carrefour) est une place située dans l'arrondissement de Śródmieście (Centre-ville) à Varsovie.